# Cladura trifilosa
Cladura trifilosa là một loài ruồi trong họ Limoniidae. Chúng phân bố ở miền Cổ bắc.